# Conrad Wilhelm von Ahlefeldt
Graf Conrad Wilhelm von Ahlefeldt (* 21. September 1707 in Kopenhagen; † 25. Juni 1791 in Rendsburg) war ein General und Oberkriegssekretär in dänischen Diensten.

## Leben
Conrad Wilhelm von Ahlefeldt war der Sohn des Grafen und Gutsherren Carl von Ahlefeldt (1670–1722) und dessen Frau Ulrica Amalie Antoinette geb. von Danneskiold-Laurvig (1686–1755). Am 24. Februar 1739 heiratete Ahlefeld Wilhelmine Hedwig geb. von Gram (* 29. November 1711; † 30. Mai 1790), eine Tochter des dänischen Oberjägermeisters Friedrich von Gram (1664–1741) in Kopenhagen.
Ahlefeldt war ab 1725 Leutnant und ab 1729 Hauptmann des Kronprinzen Regiments. 1729 verbrachte er eine längere Zeit in Paris. Er war von 1737 bis 1741 Mitglied des Kriegsministeriums, wurde 1738 zum Kammerherrn ernannt und nahm im gleichen Jahr mit dem Dienstgrad Major aus gesundheitlichen Gründen zunächst seinen Abschied. 
1746 diente er wieder als Oberst der Infanterie und 1750 als Oberst der Dragoner. Er wurde 1753 zum Generalmajor befördert und wechselte 1755 als Kriegsminister in die Militärverwaltung. 1763 trat er von diesem Amt zurück und wurde zum Gouverneur von Kopenhagen und General der Kavallerie ernannt. 1766 war er stellvertretender Vorsitzender des Kriegsrates unter Prinz Karl. Ahlefeldt war Träger des Dannebrog-Ordens und wurde am 3. Januar 1768 von König Christian VII. von Dänemark und Norwegen mit dem Elefanten-Orden ausgezeichnet. Am 25. Januar 1771 wurde Ahlefeld durch den Kabinettsrat Johann Friedrich Struensee, der mittlerweile für den geisteskranken dänischen König Christian VII. die Regierungsgeschäfte führte, entlassen und am 11. Februar zum Oberlanddrosten der Grafschaften Oldenburg und Delmenhorst ernannt. Dort setzte er sich für den Ausbau der Deiche ein und beantragte für die erheblichen Baukosten eine Beteiligung der dänischen Regierung. Nach dem Sturz Struensees wurde er am 13. März 1772 als Gouverneur nach Fredericia in Jütland berufen. 1775 erfolgte seine Ernennung zum Gouverneur von Rendsburg und zum Inspekteur der dänischen und norwegischen Reiterregimenter sowie der Infanterie in Jütland und in den Herzogtümern Schleswig und Holstein. Hochbetagt erhielt er 1788 seinen Abschied.